# Prez-vers-Noréaz
Prez-vers-Noréaz is een plaats en voormalige gemeente in het Zwitserse kanton Fribourg, en maakt deel uit van het district Saane/Sarine.
Prez-vers-Noréaz telt 836 inwoners.
Op 1 januari 2020 fuseerde het met de gemeenten Corserey, Noréaz tot de nieuwe gemeente Prez.

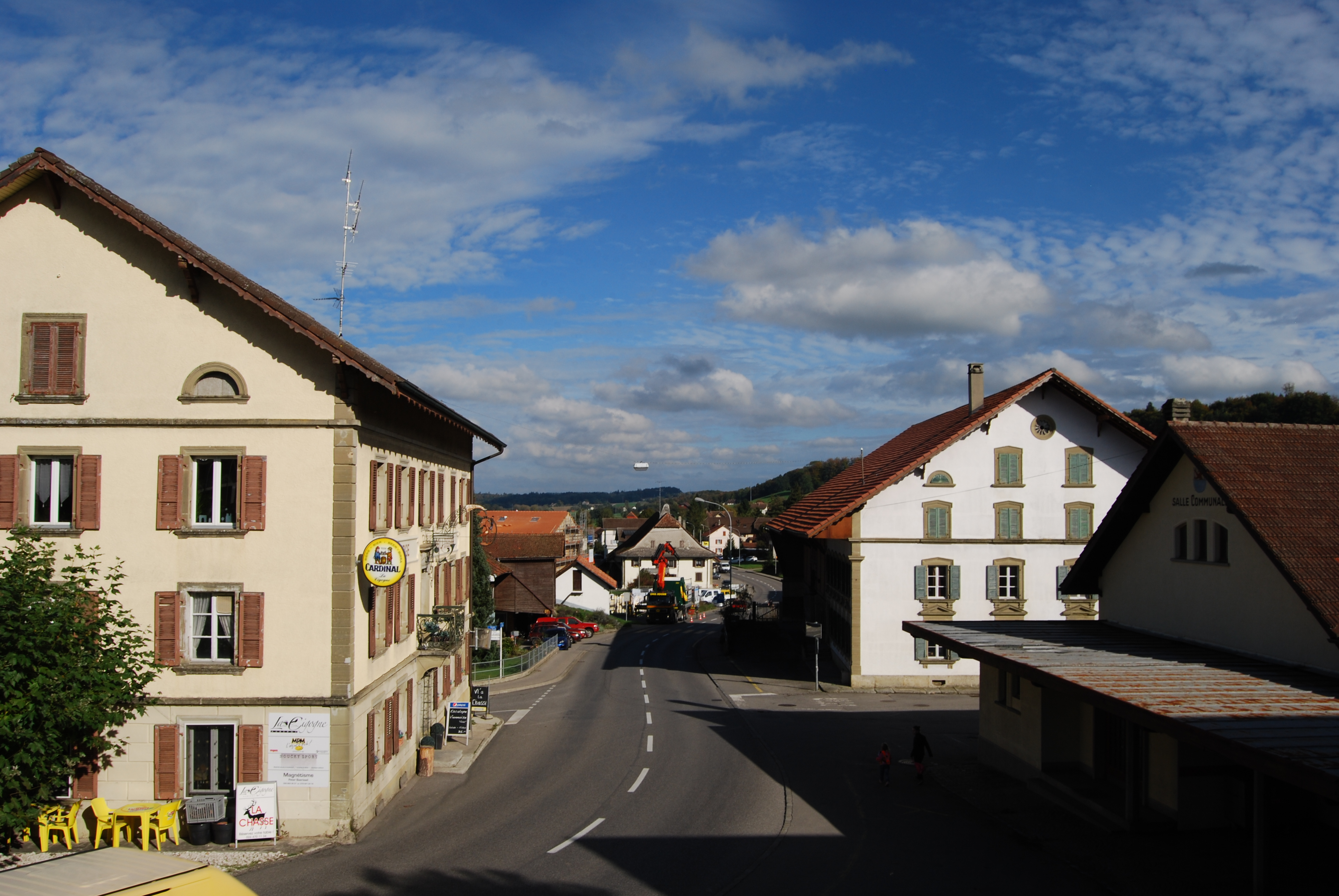
Prez-vers-Noréaz